# Черни-Врых (Бургасская область)
Черни-Врых (болг. Черни връх) — село в Бургасской области Болгарии. Входит в состав общины Камено. Находится примерно в 13 км к югу от центра города Камено и примерно в 12 км к юго-западу от центра города Бургас. По данным переписи населения 2011 года, в селе  проживало 709 человек.

## Население
| Год     | 1934 | 1946 | 1956 | 1965 | 1975 | 1985 | 1992 | 2001 | 2011 |
| ------- | ---- | ---- | ---- | ---- | ---- | ---- | ---- | ---- | ---- |
| Жителей | 945  | 1146 | 1168 | 864  | 883  | 694  | 675  | 706  | 709  |

| Национальность | Человек | Процент |
| -------------- | ------- | ------- |
| болгары        | 685     | 98,56%  |
| другие         | 8       | 1,15%   |
| Всего ответов  | 695     |         |

|  |